# Alberto Manguel
Alberto Manguel (Buenos Aires, 1948) is een Argentijns non-fictieschrijver, essayist, vertaler, journalist en bibliofiel. Manguel is bekend van zijn in het Nederlands vertaalde werk zoals Een geschiedenis van het lezen (1996), Kunstlezen: over het kijken naar beeldende kunst (2000), Dagboek van een lezer (2004) en De bibliotheek bij nacht (2007).

## Beknopte biografie

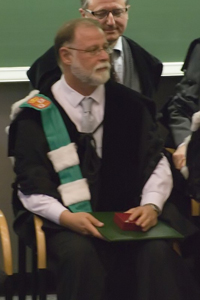
Alberto Manguel, 19 juli 2007

Manguel, geboren in Buenos Aires, groeide op in Israël, waar zijn vader ambassadeur was voor zijn land. Bij zijn terugkeer naar zijn geboorteland kwam hij in contact met de ondertussen blinde schrijver Jorge Luis Borges aan wie hij literatuur mocht voorlezen. 

Vervolgens verbleef hij een twintigtal jaren in Toronto, Canada en werd er in 1985 staatsburger. In 2001 vestigde hij zich in het dorp Mondion in de Poitou, Frankrijk. Zijn bibliotheek omvat meer dan 30.000 boeken.

## Manguels thema's
Het steeds terugkerende thema in zijn werk is de vraag die we onszelf stellen als we voor een kunstwerk staan of als wij lezen. Manguel stelt en licht toe dat ieder kunstwerk een verhaal vertelt dat de kijker/lezer zelf moet ontcijferen of zelf moet uitvinden. In zijn werk laat de auteur zien wat er gebeurt als we kijken/lezen, in wie we veranderen en hoe kijken/lezen ons leert leven. Zoals Flaubert zei: 'Lire afin de vivre.' Elk kunstwerk groeit en verandert door die eindeloze interpretaties en lezingen. Denk aan Stephen Sondheims interpretatie van Seurats schilderij Dimanche d'été à la Grande Jatte, Becketts beschouwingen bij Dantes Commedia, Moessorgskis muzikale kanttekeningen bij de schilderijen van Viktor Hartmann, Henry Fuseli's interpretaties van William Shakespeare op doek, Marianne Moores vertalingen van La Fontaine en Thomas Manns bewerking van het muzikale oeuvre van Gustav Mahler.

Manguel stelt dat literatuur geen oplossingen biedt, maar zich wel buigt over interessante vraagstukken. In tijden van crisis, chaos, wanneer wij ons stuurloos voelen, zoeken we soelaas in het geschreven woord waardoor wij wederom greep krijgen op de wereld, hoe gruwelijk ook. Immers de realiteit toont bijzonderheden onder het mom van algemeenheden, literatuur doet het omgekeerde.